# Mała syrenka (baśń)
Mała syrenka (duń. Den lille Havfrue) – baśń Hansa Christiana Andersena o syrenie, która zakochała się w księciu. Opowiadanie to zostało opublikowane po raz pierwszy w 1837 roku.
Andersenowska Mała syrenka była inspiracją dla duńskiego rzeźbiarza Edvarda Eriksena. Posąg jego dłuta, noszący tę samą nazwę, co jego literacki pierwowzór, stanął na nadbrzeżu portu w Kopenhadze, stając się jednym z symboli Danii.

## Historia o tragicznej miłości
Mała syrenka należy do najbardziej znanych i lubianych baśni Andersena. Jest też jedną z piękniejszych historii miłości w literaturze. 
Andersen, który sam w życiu miał problemy ze sferą uczuć i nie potrafił nawiązać trwałych więzi, podejmując w swych baśniach temat miłości, przedstawiał ją często jako uczucie tragiczne. Obok opowieści o dozgonnych uczuciach pasterki i kominiarczyka, którzy kochali się dotąd, dopóki się sami nie potłukli na kawałki i ołowianego żołnierzyka, za którym tancerka pofrunęła do pieca, są takie, w których zakochani zostają rozdzieleni na skutek tragicznego splotu wydarzeń (los pary z piernika, bohaterów baśni Ib i Krystynka, czy  narzeczonych z Latającego kufra). 
W Małej syrence tragizm miłości nabiera szczególnego wymiaru: uczucie nigdy nie zostaje wypowiedziane przez syrenkę, książę nie przeczuł nawet jej miłości. Ale Mała syrenka jest nie tyle opowieścią o miłości, lecz o tym, co w niej najważniejsze: o poświęceniu i przezwyciężeniu  egoizmu. Uczucie syrenki jest tak wzniosłe nie dlatego, że jest ona boginką; przestała nią być marząc o nieśmiertelności. Andersen, sam będąc człowiekiem głęboko religijnym, odwołuje się do istoty chrześcijaństwa; syrenka od cór powietrza usłyszy, że poprzez cierpienie i czynienie dobra zasłużyła, aby po 300 latach jej dusza stała się nieśmiertelna.
Mała syrenka uchodzi za smutną baśń, jej współczesne adaptacje teatralne i filmowe, na czele z Małą syrenką zrealizowaną w wytwórni Walta Disneya zmieniają jej zakończenie, w którym książę poślubia syrenkę. Jednakże w głębszej warstwie baśń ma bardzo optymistyczny wydźwięk, przekazuje myśl, że nie ma nic ostatecznego i zawsze istnieje inny poziom samorealizacji. Nie tylko w wymiarze religijnym. Córy powietrza zabierają syrenkę tam, gdzie mieszkają małe dzieci, pomagają ich rodzicom w wychowywaniu. Baśń nie jest wolna od dydaktyzmu (podobna myśl widoczna jest w innej baśni Andersena, Ole-Zmruż oczko), apeluje do dzieci, aby były grzeczne.

## Fabuła utworu

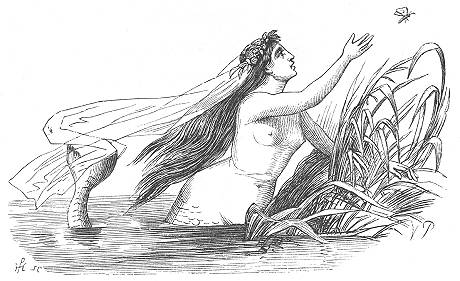
Ilustracja do Małej syrenki autorstwa Vilhelma Pedersena, 1837 r.

Król mórz miał sześć córek, z których najpiękniejszą była najmłodsza. Jak przystało na morskie księżniczki, zamiast nóg miały rybie ogony. Ich wychowaniem zajmowała się matka króla, jako że był on wdowcem. Babka obiecała im, że każda z nich, kiedy skończy 15 lat, będzie mogła wynurzyć się z morza  i zobaczyć przepływające okręty, ludzi oraz miasta, w których żyli. Co roku jedna z księżniczek wyruszała z królestwa, przynosząc z wyprawy swoją opowieść o świecie. 
Aż przyszedł czas, kiedy najmłodsza z sióstr mogła również opuścić głębiny. Na powierzchni morza kołysał się statek, na którym ujrzała pięknego księcia. Nad ranem burza zmiotła statek wraz z załogą. Syrenka uratowała księcia, z nieprzytomnym przepłynęła do nieznanego kraju, pozostawiając go na brzegu przypałacowego ogrodu, do czasu, aż udzieliła mu pomocy przechodząca tamtędy dziewczyna. 
Od tej pory zmieniło się życie małej syrenki. Posmutniała, cały czas rozmyślała o księciu, przesiadywała w podwodnym ogrodzie przy posągu, który przypominał jej księcia lub podpływała w to samo miejsce, aby znów go ujrzeć. Nie chciała się pogodzić z myślą, że jak inne syreny, kiedyś zamieni się w morską pianę, chciała zostać człowiekiem. Babka powiedziała jej, że jest to możliwe tylko wtedy, jeśli książę pokocha ją i poślubi. 
Mała syrenka wiedziała, że nie może żyć wśród ludzi z syrenim ogonem. Stara wiedźma zamieniła go na nogi, ale za cenę jej głosu, który uchodził za najpiękniejszy wśród wszystkich syren – obcięła małej syrence język. Niema, ale za to niezwykle piękna, poruszająca się z niespotykanym wdziękiem i lekkością, choć każdy krok sprawiał jej wielki ból, wyruszyła do zamku księcia. 
Książę traktował ją jak siostrę, rozpamiętując wciąż nieznajomą z dalekiego kraju, która w jego mniemaniu uratowała mu życie. Kiedy przyszło mu się ożenić, zgodnie z wolą ojca, szczęśliwym zrządzeniem losu wybranką okazała się owa dziewczyna. Na zaślubiny książę zabrał również swoją ulubioną przyjaciółkę, małą syrenkę. Syrenka przeżywała wielki dramat: nie tylko traciła księcia, wraz z jego miłością traciła nieśmiertelność. Otrzymała ostatnią szansę powrotu do rodzinnego królestwa, jeśli zabije księcia. 
Nie potrafiła tego zrobić, ponieważ szczęście ukochanego było dla niej najważniejsze i zrozpaczona skoczyła do morza. Pochwyciły ją jednak córy powietrza, które również jak syreny nie mają duszy, ale przez dobre uczynki mogą na nią zasłużyć. Niewidzialne zamieszkują w domach, gdzie są małe dzieci. Jeśli sprawiają one swoim rodzicom radość, Bóg odlicza im jeden rok z trzystu lat.

## Adaptacje filmowe
- Mała syrena – japoński film animowany z 1975 roku
- Syrenka i książę / Mała Syrenka  – radziecko-bułgarski film fabularny z 1976 roku
- Mała syrenka – amerykański film animowany z 1989 roku
- Skarbczyk najpiękniejszych bajek (Mała Syrenka – odcinek 24) – japoński serial animowany z 1995 roku
- Dawno, dawno temu (Once Upon a Time) – serial od 2011 roku